# Giancarlo Galdiolo
Giancarlo Galdiolo (Villafranca Padovana, 4 novembre 1948 – Castrocaro Terme, 8 settembre 2018) è stato un allenatore di calcio e calciatore italiano, di ruolo difensore.

## Carriera

### Giocatore

#### Club
Iniziò la sua carriera calcistica nel Padova, ma il suo esordio in una partita ufficiale di campionato avvenne in Serie D nel Sandonà, dove giocò la stagione da titolare.

Claudio Garella e Galdiolo alla Sampdoria nell'annata 1980-1981

L'anno dopo si trasferì, sempre in Serie D, all'Almas Roma, venendo acquistato dalla Fiorentina nell'estate seguente. Con i viola esordì in campionato il 13 dicembre 1970 nella partita Sampdoria-Fiorentina (2-2) del torneo di Serie A, che vide la squadra viola salvarsi in extremis dalla retrocessione grazie a un pareggio per 1-1 sul campo della Juventus all'ultima giornata (Galdiolo era in campo nell'occasione). Mantenne il posto di stopper titolare dal 1971-72 fino al 1979-80, quando dovette cedere il passo ad Alessandro Zagano, difensore proveniente dal Lecce. A Firenze giocò tre finali di coppe internazionali, quelle di Coppa delle Alpi 1970, Coppa Anglo-Italiana 1973 e Coppa Mitropa 1971-1972.
Nel 75 vinse la coppa Italia con la Fiorentina,il risultato finale fu di 3-2 per i viola contro il Milan.
Dopo la lunga esperienza in Toscana, nell'estate del 1980 si trasferì alla Sampdoria, dove militò per due anni, contribuendo alla promozione in A della squadra blucerchiata nella stagione 1981-1982. Nel 1982 fu inserito nella trattativa che portò Roberto Mancini alla Sampdoria ed al Bologna quattro miliardi di lire più i cartellini di Galdiolo, Roselli, Brondi e Logozzo. Fece una sola apparizione, il 1º settembre 1982 in Coppa Italia nello 0-0 del Bologna con la S.S. Cavese 1919, giocando tutti i 90 minuti. Dopo qualche mese accettò di scendere di categoria per concludere la carriera nel Forlì in Serie C.
In carriera ha totalizzato complessivamente 229 presenze e 3 reti in Serie A (tutte con la Fiorentina) e 39 presenze e 3 reti in Serie B (tutte con la Sampdoria).

#### Nazionale
Entrò anche nel giro azzurro, giocando 2 gare nella Nazionale Under-23, esordendo il 21 novembre 1971 a Klagenfurt nella gara Austria-Italia 2-1, valida per il Campionato europeo di categoria. Non disputò partite ufficiali con la Nazionale maggiore.

## Dopo il ritiro
Nell'agosto del 2010, la famiglia di Galdiolo annunciò che Giancarlo era gravemente malato a causa di una forma di demenza frontale temporale e chiese aiuto al mondo dello sport per sostenere la ricerca su questa malattia.
Morì l'8 settembre 2018 a 69 anni nella sua casa di Castrocaro Terme.

## Statistiche

### Statistiche da allenatore
| Stagione        | Squadra         | Campionato      | Campionato | Campionato | Campionato | Campionato | Coppe nazionali | Coppe nazionali | Coppe nazionali | Coppe nazionali | Coppe nazionali | Coppe continentali | Coppe continentali | Coppe continentali | Coppe continentali | Coppe continentali | Altre coppe | Altre coppe | Altre coppe | Altre coppe | Altre coppe | Totale | Totale | Totale | Totale | % Vittorie |
| Stagione        | Squadra         | Comp            | G          | V          | N          | P          | Comp            | G               | V               | N               | P               | Comp               | G                  | V                  | N                  | P                  | Comp        | G           | V           | N           | P           | G      | V      | N      | P      | %          |
| --------------- | --------------- | --------------- | ---------- | ---------- | ---------- | ---------- | --------------- | --------------- | --------------- | --------------- | --------------- | ------------------ | ------------------ | ------------------ | ------------------ | ------------------ | ----------- | ----------- | ----------- | ----------- | ----------- | ------ | ------ | ------ | ------ | ---------- |
| 1987-1988       | Rimini          | C1              | 34         | 11         | 9          | 14         | CI-C            | 6               | 1               | 2               | 3               | -                  | -                  | -                  | -                  | -                  | -           | -           | -           | -           | -           | 40     | 12     | 11     | 17     | 30,00      |
| 1989-1990       | Forlì           | C2              | ?          | ?          | ?          | ?          | CI-C            | ?               | ?               | ?               | ?               | -                  | -                  | -                  | -                  | -                  | -           | -           | -           | -           | -           | 0      | 0      | 0      | 0      | —          |
| Totale carriera | Totale carriera | Totale carriera | 34+        | 11+        | 9+         | 14+        |                 | 6+              | 1+              | 2+              | 3+              |                    | -                  | -                  | -                  | -                  |             | -           | -           | -           | -           | 40     | 12     | 11     | 17     | 30,00      |

## Palmarès

### Giocatore

#### Club

##### Competizioni nazionali
- Coppa Italia: 1

Fiorentina: 1974-1975

##### Competizioni internazionali
- Coppa di Lega Italo-Inglese: 1

Fiorentina: 1975